# Campeonato de Primera Fuerza 1942/43
In 1942/43 werd het twintigste seizoen en laatste gespeeld van het Campeonato de Primera Fuerza, de hoogste amateurklasse van het Mexicaanse voetbal. Marte werd kampioen.

## Eindstand
| Plaats | Club              | Wed. | W | G | V | Saldo | Ptn. |
| ------ | ----------------- | ---- | - | - | - | ----- | ---- |
| 1      | Marte             | 14   | 8 | 3 | 3 | 46:28 | 19   |
| 2      | CF Atlante        | 14   | 7 | 4 | 3 | 36:28 | 18   |
| 3      | Necaxa            | 14   | 7 | 3 | 4 | 34:36 | 17   |
| 4      | Moctezuma         | 14   | 5 | 3 | 6 | 29:33 | 13   |
| 5      | Selección Jalisco | 14   | 5 | 2 | 7 | 34:39 | 12   |
| 6      | España            | 14   | 4 | 4 | 6 | 33:39 | 12   |
| 7      | América           | 14   | 5 | 1 | 8 | 38:40 | 11   |
| 8      | Asturias          | 14   | 4 | 2 | 8 | 28:35 | 10   |

|  | Kampioen |

### Kampioen
| Campeonato de Primera Fuerza 1942/43 |
| Mexico                               |
| ------------------------------------ |
| MARTE Kampioen (2° titel)            |

## Topschutters
| Speler          | Speler        | Goals | Club  |
| --------------- | ------------- | ----- | ----- |
| Vlag van Mexico | Manuel Alonso | 17    | Marte |